# Camilo Bonelli
Camilo Antonio Bonelli (12 ottobre 1907 – ...) è stato un calciatore argentino, di ruolo centrocampista.

## Caratteristiche tecniche
Giocava come mediano sinistro o destro.

## Carriera

### Club
Bonelli debuttò nella prima squadra del River Plate a 20 anni: la sua prima partita in massima serie fu Quilmes-River Plate del 20 marzo 1927, prima giornata della Primera División. Al termine di quel campionato contò 19 presenze. Nel campionato 1928 assommò 33 presenze, con 3 reti; nel Concurso Estímulo 1929 giocò 14 delle 17 gare totali. Nel 1930 fu schierato in campo in 34 occasioni, mancando un solo incontro. Nel campionato 1931, il primo professionistico in Argentina, giocò 18 partite; fu uno dei tre giocatori espulsi dal primo Superclásico del calcio professionistico, insieme ai compagni José Belvidares e Pedro Lago. Giocò poi la Primera División 1932, durante la quale ottenne 11 presenze, e lasciò il River Plate: fu il primo calciatore a passare sia dal River che dal Boca Juniors nell'èra professionistica, giungendo circa 4 mesi prima di Ricardo Zatelli. Debuttò con il Boca il 20 maggio 1934 contro il Platense, segnando un gol; giocò poi contro Racing e Ferro Carril Oeste. Nel 1935 passò all'Atlanta, di cui vestì la maglia in due gare; si ritirò poi all'Argentinos Juniors l'anno successivo.

### Nazionale
Giocò una partita con l'Argentina il 3 agosto 1930, affrontando la Jugoslavia a Buenos Aires.

## Statistiche

### Cronologia presenze e reti in Nazionale
| Cronologia completa delle presenze e delle reti in nazionale ― Argentina | Cronologia completa delle presenze e delle reti in nazionale ― Argentina | Cronologia completa delle presenze e delle reti in nazionale ― Argentina | Cronologia completa delle presenze e delle reti in nazionale ― Argentina | Cronologia completa delle presenze e delle reti in nazionale ― Argentina | Cronologia completa delle presenze e delle reti in nazionale ― Argentina | Cronologia completa delle presenze e delle reti in nazionale ― Argentina | Cronologia completa delle presenze e delle reti in nazionale ― Argentina |
| Data                                                                     | Città                                                                    | In casa                                                                  | Risultato                                                                | Ospiti                                                                   | Competizione                                                             | Reti                                                                     | Note                                                                     |
| ------------------------------------------------------------------------ | ------------------------------------------------------------------------ | ------------------------------------------------------------------------ | ------------------------------------------------------------------------ | ------------------------------------------------------------------------ | ------------------------------------------------------------------------ | ------------------------------------------------------------------------ | ------------------------------------------------------------------------ |
| 03/08/1930                                                               | Buenos Aires                                                             | Argentina                                                                | 3 – 1                                                                    | Jugoslavia                                                               | Amichevole                                                               | 0                                                                        |                                                                          |
| Totale                                                                   |                                                                          | Presenze                                                                 | 1                                                                        |                                                                          | Reti                                                                     | 0                                                                        |                                                                          |

## Palmarès

### Club

#### Competizioni nazionali
- Campionato argentino: 2

River Plate: 1932
Boca Juniors: 1934